# Morokweng-Krater
Koordinaten: 26° 28′ S, 23° 32′ O

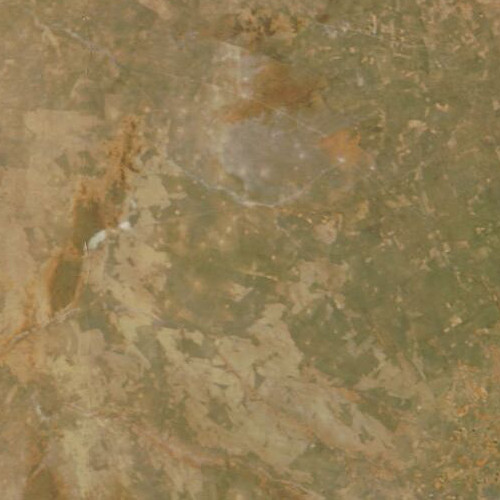
Areal des Morokweng-Kraters und Umgebung, Satellitenfoto, etwa 130 × 130 km

Der Morokweng-Krater ist ein 70 km großer Einschlagkrater, der unter der Kalahari-Wüste verborgen ist. Er befindet sich in der Nähe der Stadt Morokweng in der südafrikanischen Provinz Nordwest in der Nähe der Grenze zu Botswana.
Entstanden ist der Krater durch den Einschlag eines Asteroiden von fünf bis zehn Kilometern Durchmesser. Sein Alter wird auf etwa 145 Millionen Jahre geschätzt. Die Einschlagstruktur wurde 1994 entdeckt, ist an der Erdoberfläche jedoch nicht sichtbar; sie konnte durch gravimetrische Messungen nachgewiesen werden. Bohrkerne haben gezeigt, dass der Krater durch den Einschlag eines L-Chondritischen Asteroiden geformt wurde.
Im Mai 2006 gab eine Gruppe von Wissenschaftlern, die Bohrungen auf dem Gebiet des Morokweng-Kraters durchführten, bekannt, dass man in 770 Metern Tiefe ein Bruchstück des ursprünglichen Asteroiden gefunden habe und außerdem noch weitere winzige Stücke in unterschiedlichen Tiefen. Diese Entdeckung war unerwartet, denn bisher hatten Bohrungen in großen Einschlagstrukturen keinerlei Bruchstücke zu Tage befördert, und man war davon ausgegangen, dass der Asteroid komplett verdampft sein müsse.